# Christine Kaufmann
Christine Kaufmann, född 11 januari 1945 i Lengdorf (nuvarande Sankt Martin am Grimming) i kommunen Schladming i Steiermark, Österrike, död 28 mars 2017 i München, Tyskland, var en tysk-österrikisk skådespelare. Hon filmdebuterade som statist 1952 och gjorde sin sista filmroll 2014. Hon avled 2017 i leukemi.

## Filmografi, urval
- 1958 – Farlig böjelse
- 1958 – Resan till Rom
- 1961 – Stad utan nåd
- 1961 – Den falske amerikanen
- 1962 – Flykten från Östberlin
- 1964 – Vild och underbar
- 1981 – Lili Marleen
- 1981 – Lola
- 1987 – Bagdad Café